# General Catalogue of Variable Stars
Der General Catalogue of Variable Stars (GCVS, russ.: Общий каталог переменных звёзд) ist ein Sternkatalog veränderlicher Sterne.
Der GCVS wurde erstmals 1948 von der Akademie der Wissenschaften der UdSSR und dem Sternberg-Institut für Astronomie an der Moskauer Lomonossow-Universität veröffentlicht mit 10.820 benannten veränderlichen Sternen im galaktischen Feld. Die zweite Version wurde 1968 und die dritte Version in den Jahren 1985 bis 1987 veröffentlicht. Er enthält 40.215 Einträge in drei Bänden (Stand 2010), wobei 11.844 neue veränderliche Sterne in Namelist nachgetragen wurden.
Der vierte Band enthält die Referenzen zu den veränderlichen Sternen und der fünfte Band 10.979 Veränderliche in extragalaktischen Systemen wie den Magellanschen Wolken, Andromedagalaxie etc.